# 2010 au Maroc
Chronologie du Maroc
- 2006
- 2007
- 2008
- 2009
- 2010
- 2011
- 2012
- 2013
- 2014

Cet article présente les faits marquants de l'année 2010 au Maroc ou relatifs au Maroc.

## Événements

### Janvier 2010
- Mercredi 20 janvier 2010 : un hélicoptère de la Gendarmerie royale — de type Gazelle — s'est écrasé dans la nuit de mardi à mercredi au cours d'un entraînement au vol en formation, près de la localité de Sidi Allal Bahraoui. L'hélicoptère a été contraint de faire un atterrissage d'urgence dans la forêt de la Maâmora « mais ses pales ont touché les arbres et provoqué sa chute brutale ». Ses deux occupants ont été tués[1].

### Février 2010
- Jeudi 4 février 2010 : un missionnaire américain d'une cinquantaine d'années, accusé de prosélytisme chrétien, auprès de 14 marocains de la petite ville d'Amizmiz (55 km au sud de Marrakech), est expulsé du Maroc, via l'aéroport de Marrakech. En décembre 2009, 5 ressortissants étrangers avaient été expulsés du Maroc pour des motifs similaires[2].

- Jeudi 11 février 2010 : la Direction générale de la sûreté nationale annonce le démantèlement d'un réseau d'immigration clandestine qui faisait passer en Europe et au Canada des ressortissants afghans et turcs munis de faux passeports afghans et britanniques. En général, les migrants en provenance d'Asie arrivent au Maroc soit par avion depuis le Golfe soit par voie terrestre en traversant plusieurs pays africains notamment l'Algérie.

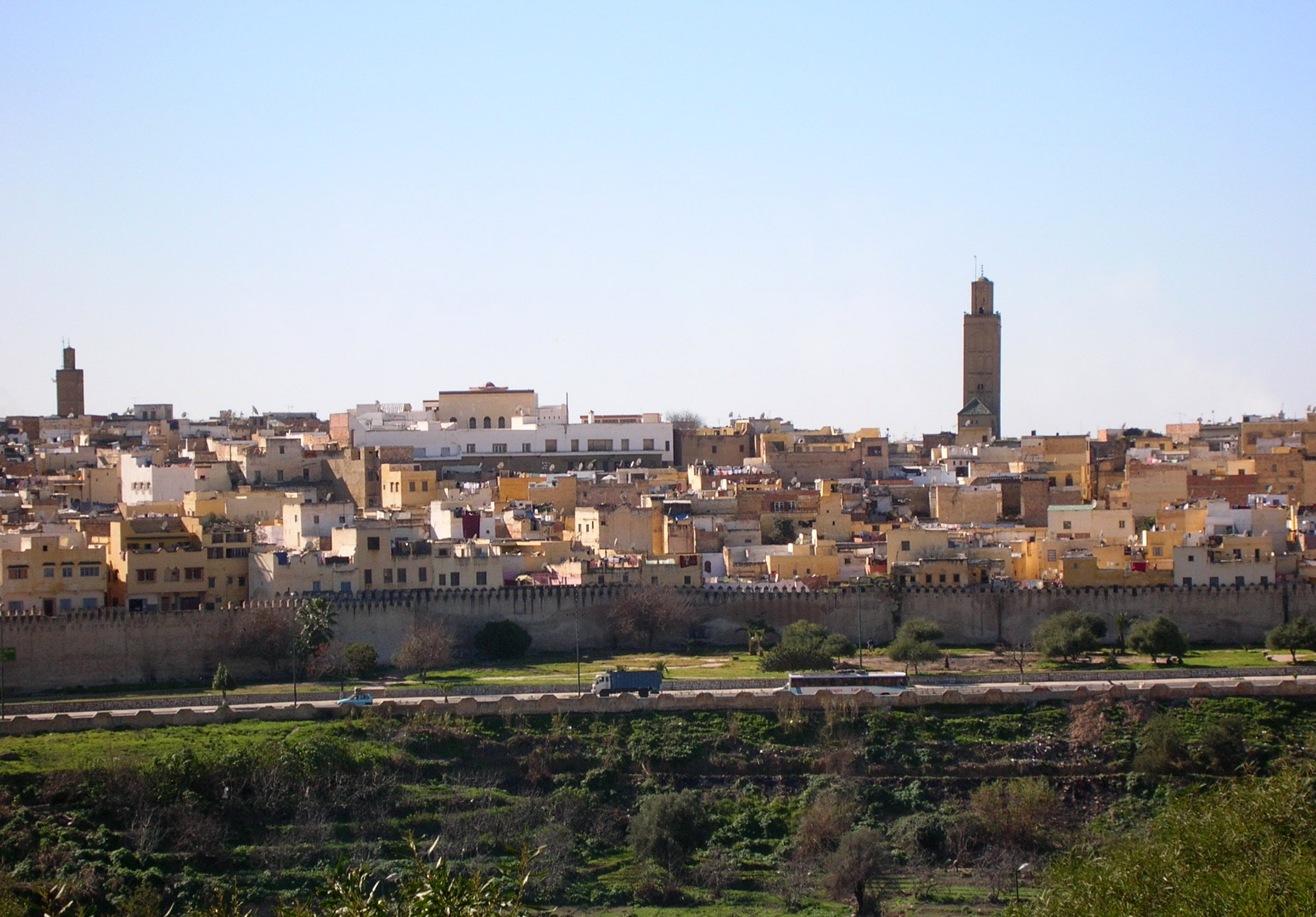
Vue de Meknès (janvier 2005)

- Vendredi 19 février 2010 : l'effondrement du minaret de la mosquée Bab Berdieyinne, une mosquée historique de la médina de Meknès, cause la mort de 41 personnes et fait 76 blessés. Il s'agit de la plus importante catastrophe qu'ait connue le Maroc.

- Samedi 20 février 2010 : plus de six tonnes de résine de cannabis, « soigneusement dissimulées dans des caisses de papiers pour imprimantes », et destinées à l'Espagne ont été saisies cet dans le port de Casablanca par la douane. Selon les Nations unies, le Maroc était jusqu'en 2007 le plus important producteur de cannabis au monde, dont le kif qui sert à sa production et cultivé depuis le XVe siècle dans le Rif, sur 56 000 hectares en 2009 contre 134 000 en 2003.

- Dimanche 21 février 2010 : 59 migrants originaires de plusieurs pays d'Afrique subsaharienne ont été interceptés en Méditerranée, à 80 km à l'est d'El Hoceima par la marine royale, alors que leur embarcation, de type Zodiac, se dirigeait vers les côtes espagnoles. Parmi ces clandestins, figurent huit femmes et un nourrisson.

### Mars 2010
- Lundi 1er mars 2010 : affaires de viol révélés au lycée français de Marrakech[3].

- Mercredi 3 mars 2010 : l'ouverture à partir d'avril du nouveau port de commerce Tanger-Med, réalisé 40 km plus à l'est, permettra d'absorber d'ici fin octobre, toute l'activité commerciale du port de Tanger-ville et tout le trafic maritime maritime avec l'Europe. L'ancien port Tanger-ville sera réaménagé à partir de 2011 pour devenir « l'un des premiers ports de plaisance et de croisière en Méditerranée ». Pour cela, le roi Mohammed VI a présidé à Tanger la création de la Société d'aménagement et de reconversion de la zone portuaire, une entreprise publique dotée d'un capital de 600 millions de dirhams (près de 60 millions d'euros). La nouvelle infrastructure, selon lui, sera dotée « d'espaces pour l'accueil de paquebots et des bateaux de plaisance », d'un port de pêche ainsi que d'une zone réservée aux activités hôtelière, touristique et culturelle. Tanger est la principale porte du Maroc sur l'Europe dont elle est séparée de 14 km et l'ambition des autorités est « de redonner à la cité du Détroit sa place historique au sein des plus grandes cités méditerranéennes »[4].

- Jeudi 4 mars 2010 : les autorités judiciaires annoncent l'arrestation d'un ressortissant français d'origine maghrébine et de son épouse marocaine et leur incarcération à la prison de Salé. Ils sont soupçonnés de recruter des kamikazes pour le djihad (la guerre sainte)[5].

- Lundi 8 mars 2010 : l'ONG Portes Ouvertes, qui défend les chrétiens dans le monde, exprime son inquiétude au sujet de la hausse, selon elle, d'actes antichrétiens au Maroc d'où ont été récemment expulsés de nombreux missionnaires étrangers, accusés de prosélytisme et se demande si « le Maroc serait en train de faire marche arrière dans sa volonté d’ouverture et de respect des droits de l’Homme ». Selon l'ONG, 20 personnes, dont cinq couples ayant adopté des enfants, sont visées par la mesure d'expulsion qui s'inscrit, ont indiqué les autorités marocaines, dans le cadre de la « lutte menée contre les tentatives de propagation du credo évangélique, visant à ébranler la foi des musulmans »[6].

- Mardi 9 mars 2010 : les pluies diluviennes accompagnées de vents violents ont causé la mort d'au moins 10 personnes dans différentes régions du Maroc à la suite des inondations et glissements de terrain, dans la commune de Ksiba (250 km au sud-est de Rabat), dans les villes de Taza (nord-est), de Midelt (centre) et de Khénifra (centre). Les précipitations qui continuent de tomber depuis plusieurs semaines sur le Maroc ont aussi causé des dégâts matériels importants : effondrement de maisons, destruction de ponts et coupure d'électricité. Des milliers d'hectares de cultures ont également été inondés, des routes coupées et de nombreuses familles déplacées et hébergées dans des centres d'accueil.

- Lundi 15 mars 2010 : le président gabonais Ali Bongo est en visite officielle de trois jours au Maroc à l'invitation du roi Mohammed VI.

### Avril 2010

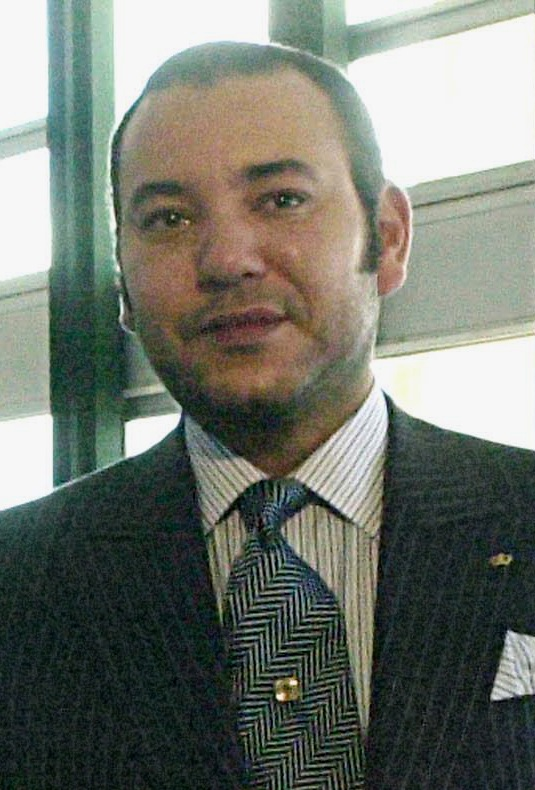
Mohammed VI
(Avril 2004)

- Dimanche 4 avril 2010 : Le Maroc annonce avoir envoyé au Niger une importante aide humanitaire pour permettre à ce pays de faire face à une grave crise alimentaire. Cette aide composée de denrées alimentaires et de médicaments a été acheminée à la demande du roi Mohammed VI par 3 avions.

### Août 2010
- Mercredi 11 août 2010 : le ministère de l'Intérieur annonce avoir démantelé une « cellule terroriste » et avoir arrêté 18 ressortissants marocains, dont trois anciens détenus islamistes, pour leur « implication dans des affaires de terrorisme » : « Les membres de cette cellule s'apprêtaient à commettre des actes de terrorisme et de sabotage à l'intérieur du territoire national et contre les intérêts étrangers au Maroc ».

- Jeudi 19 août 2010 : les pluies torrentielles accompagnées de fortes chutes de grêle qui se sont abattues la nuit précédente dans la région de Guercif (nord-est) ont fait un mort, 18 blessés et des dégâts matériels importants sur les maisons et les routes.

- Lundi 23 août 2010 : à la suite de plusieurs incidents frontaliers, entre la police espagnole et des ressortissants marocains à Ceuta et Melilla, deux enclaves revendiquées par le Maroc, les ministres de l'Intérieur des deux pays se rencontrent à Rabat et décident, dans un souci « d'apaisement », de « rehausser » leur niveau de coopération en matière de sécurité. L'ancienne colonie espagnole du Sahara occidental est l'objet d'un conflit entre le Front Polisario, partisan de l'indépendance, et le Maroc, qui a annexé ce territoire en 1975 et propose une autonomie élargie.

- Dimanche 29 août 2010 : 11 militants espagnols pro-sahraouis de l'association "SaharAcciones" dénoncent avoir été brutalement interpellés, à Lâayoune principale ville du Sahara occidental et auraient subi de mauvais traitements, après avoir tenté de manifester « en faveur du peuple sahraoui et des droits de l'homme ».

- Mardi 31 août 2010 : le porte-parole du gouvernement marocain déclare que la manifestation des 14 militants espagnols interpellés samedi soir au Sahara occidental « était un acte ridicule, illicite et provocateur dans la mesure où ses auteurs ont violé le sentiment du peuple marocain […Ils] se sont couverts de ridicule parce qu'ils étaient persuadés qu'ils allaient être accueillis par le peuple marocain comme des libérateurs […] Nous serions curieux de savoir quelle serait la réaction des ONG espagnoles si des ONG marocaines, entrées en Espagne comme touristes, avaient organisé des manifestations illégales pour réclamer l'indépendance du pays basque […] La réaction unanime du peuple espagnol serait contre et il aurait raison. Ce qui est valable en Espagne ne serait il pas valable au Maroc ? ». La diplomatie espagnole juge « close » cette affaire après avoir reçu des explications satisfaisantes du gouvernement marocain.

### Septembre 2010
- Mercredi 8 septembre 2010 : un car transportant des Portugais depuis l'enclave espagnole de Ceuta vers Tétouan glisse dans un ravin, à cause de la pluie et d'un excès de vitesse, causant la mort de 9 personnes dont 7 femmes et une adolescente et faisant 11 blessés. Le véhicule circulait au sein d'un convoi de plusieurs autobus.

- Vendredi 10 septembre 2010 : la marine marocaine a secouru une embarcation en difficulté au large de Kénitra sur laquelle étaient montés 22 Marocains candidats à l'immigration clandestine vers le sud de l'Espagne.

- Lundi 20 septembre 2010 : le roi Mohammed VI et le président français Nicolas Sarkozy se sont officiellement rencontrés à New York, pour s'entretenir de la question du Sahara occidental et de la sécurité dans la région[7].

- Mardi 21 septembre 2010 : France Télécom, allié à FinanceCom et au groupe Caisse de dépôt et de gestion, annonce l'acquisition de 40 % du deuxième opérateur de téléphonie au Maroc, Médi Télécom, pour un montant de 640 millions d'euros. Cet opérateur gère plus de 10 millions d'abonnés à la téléphonie mobile, soit environ 37 % de parts de marché, et a réalisé en 2009 un chiffre d'affaires de 5,3 milliards de dirhams (465 millions d'euros).

### Octobre 2010
- Vendredi 1er octobre 2010 : le magazine Nichane, version arabophone laïque et moderniste de l'hebdomadaire francophone TelQuel, arrête sa publication pour cause de faillite qui selon les responsables résulterait d'un « boycott publicitaire persistant initié par le holding royal ONA/SNI (…), étendu à de multiples grands annonceurs étatiques, paraétatiques et proches du pouvoir […] à cause de son indépendance et de ses positions éditoriales souvent critiques à l'égard du pouvoir marocain ». Nichane était le premier hebdomadaire arabophone avec 20 000 exemplaires vendus par semaine et cinq fois plus de lecteurs[8].

- Vendredi 8 octobre 2010 : l'Union européenne appelle le Maroc à abolir la peine de mort, indiquant qu'une telle décision « serait la démonstration de valeurs partagées dans le cadre du statut avancé » dont bénéficie le royaume depuis fin 2008 ce qui en fait un partenaire privilégié des 27, notamment sur le plan économique. Dans son communiqué, l'UE précise « se réjouir du fait que le royaume du Maroc applique de facto un moratoire sur la peine capitale depuis 1993 et qu'un débat se soit ouvert sur ce thème ». Deux condamnations à mort ont eu lieu au Maroc depuis 1973, la dernière en 1993.

- Dimanche 10 octobre 2010 : le député islamiste, Mustapha Ramid, du Parti justice et développement, a critiqué l'appel de l'Union européenne d'abolir la peine de mort, accusant l'UE d'« ingérence dans les affaires internes » du royaume : « Nous ne sommes pas membres de l'UE pour qu'on nous impose ce qui est imposé à ses membres. Nous refusons catégoriquement cette ingérence dans les affaires internes du Maroc […] L'UE n'a pas à légiférer à la place du Maroc, n'a pas à déterminer ce qui est bon ou mauvais pour lui. C'est une attitude colonialiste et nous la refusons […] Au PJD, nous avons toujours exprimé nos réserves quant à ce statut avancé, qui nous semble ambigu. Il faut plutôt que les conditions de procès équitables soient réalisées, quels que soient les jugements »[9].

- Vendredi 22 octobre 2010 : le gouvernement dévoile un plan biennal de lutte contre la corruption chronique qui sévit dans le royaume, phagocytant 2 % du PIB et « sapant ses valeurs morales ». La corruption entrave l'investissement étranger et porte atteinte aux règles du marché et à la concurrence nécessaires pour encourager la croissance et lutter contre la pauvreté et le chômage. Parmi une quarantaine de mesures, le plan de lutte prévoit une déclaration de patrimoine des hauts responsables de l'État, des cours de lutte contre la corruption dans les établissements scolaires et un mécanisme de dénonciation par les citoyens des abus constatés. L'ONG anticorruption Transparency International, place le Maroc au 89e rang des pays le plus corrompu du monde et déplore l'absence de concertation des autorités avec les milieux d'affaires et les organisations de la société civile concernés[10].

- Dimanche 24 octobre 2010, Sahara occidental : une échauffourée, entre des jeunes d'un campement près de Lâayoune et des gendarmes, fait un mort de 14 ans et 5 blessés. Cet incident est survenu le lendemain d'une visite au Maroc de l'émissaire de l'ONU pour le Sahara occidental, Christopher Ross dans le cadre d'une tournée régionale visant à relancer les pourparlers entre ce pays et le Front Polisario.

- Vendredi 29 octobre 2010 : le ministère de la Communication suspendent les activités du bureau d'Al-Jazira à Rabat « suite à de multiples manquements aux règles du journalisme sérieux et responsable ». Les accréditations du personnel de la chaîne qatarie d'informations sont retirées car les autorités marocaines reprochent à Al-Jazeera la manière dont elle « traite les dossiers relatifs aux islamistes et à l'affaire du Sahara »[11].

### Novembre 2010
- Dimanche 7 novembre 2010, Sahara occidental : le député communiste français Jean-Paul Lecoq et un autre député espagnol, Willy Meyer, ont été expulsés du Maroc après avoir tenté de se rendre dans un campement de civils sahraouis à Lâayoune, chef-lieu du Sahara occidental. De fait, ils ne sont même pas sortis de l'aéroport.

- Lundi 8 novembre 2010 :
  - Sahara occidental : les forces de l'ordre ont donné l'assaut tôt le matin dans le camp sahraouis de Lâayoune qui regroupe 12 000 personnes. Les heurts ont fait trois morts dans les rangs des forces de l'ordre et un tué parmi les civils sahraouis, selon le Front Polisario. Il y a aussi eu au moins 70 blessés.
  - Sahara occidental : Des discussions entre le Front Polisario et les autorités marocaines ont commencé près de New York, en dépit des heurts qui ont fait quatre morts[12].

- Mardi 9 novembre 2010, Sahara occidental : le Front Polisario affirme que 11 personnes ont été tuées, 723 autres blessées et 159 portées disparues lors de l'intervention des forces marocaines contre le campement de sahraouis contestataires près de Lâayoune.

- Mercredi 10 novembre 2010, Sahara occidental : les autorités marocaines annoncent que 11 personnes sont mortes - dont 10 parmi les forces de l'ordre - lors du démantèlement d'un campement de sahraouis contestataires près de Lâayoune, chef-lieu du Sahara occidental. 163 personnes ont été arrêtées[13].

- Samedi 13 novembre 2010, Sahara occidental : les autorités marocaines ont demandé à trois ressortissants espagnols ainsi qu'un ressortissant mexicain présents à Laâyoune et se dissimulant, à quitter le Maroc, pour activisme pro-Sahraouis. Au total 12 personnes sont mortes lors du démantèlement dont 10 membres des forces de l'ordre.

- Lundi 15 novembre 2010, Sahara occidental : le ministre marocain de l'intérieur, Taib Cherkaoui, déclare que l'intervention des forces de l'ordre a été « pacifique » lors du démantèlement le 8 novembre du campement de sahraouis contestataires près de Laâyoune. Il a accusé les contestataires sahraouis d'avoir utilisé des « méthodes sauvages ». Selon lui, les contestataires sahraouis ont « délibérément assassiné des membres de forces de l'ordre, utilisé des couteaux, des cocktails molotovs ainsi que des bonbonnes de gaz incendiaire ».

- Mardi 16 novembre 2010, Sahara occidental : le Conseil de sécurité des Nations-Unies « a déploré la violence » et appelé le Maroc et le Front Polisario à « faire preuve de davantage de volonté politique pour trouver une solution ». Le Font Polisario a « enregistré favorablement la décision du Conseil de sécurité de tenir une session spéciale » sur la situation au Sahara occidental après le démantèlement du campement de Gdim Izik.

- Mercredi 17 novembre 2010, Sahara occidental : les autorités marocaines annoncent le décès d'une autre personne, portant à treize le nombre de morts, dont 11 parmi les forces de l'ordre, pendant le démantèlement du campement de sahraouis contestataires près de Laâyoune[14].

- Jeudi 18 novembre 2010 : mort à Marrakech de l'opposant communiste juif, Abraham Serfaty (84 ans). Il fut pendant e nombreuses années prisonnier politique[15].

- Mardi 30 novembre 2010, Ben Slimane : Un accident de bus à Bouznika (40 km au sud de Rabat), provoqué par de fortes pluies, fait au 24 morts et 3 blessés, dont beaucoup d'ouvriers. Le bus a été transporté par les crues d'un oued après sa chute dans un ravin sur la route de Casablanca. 3 autres personnes ont trouvé la mort à cause des pluies[16].

### Décembre 2010
- Vendredi 3 décembre 2010 : ouverture du 10e Festival international du film de Marrakech (FIFM) jusqu'au 11 décembre.

- Samedi 4 décembre 2010 : Une centaine de passagers d'un avion de la compagnie marocaine Jet4you se sont révoltés dans la soirée avant leur départ de Toulouse-Blagnac pour Casablanca à l'annonce d'un changement de plan de vol, et ont occupé l'appareil jusqu'à dimanche matin. Les 137 passagers du vol étaient montés à bord de l'avion dont le décollage était prévu à 22h30, lorsque l'équipage leur a annoncé que l'appareil ferait deux escales imprévues, à Bordeaux et Lyon, pour prendre d'autres personnes. Les passagers ont alors refusé et ont voulu imposer à l'équipage d'assurer le vol direct. L'avion n'est finalement parti que dimanche à 18 heures[17].

- Mercredi 8 décembre 2010 : un avion bimoteur de la gendarmerie royale, de type « Descender », a disparu dans la nuit dans le sud du Maroc avec à son bord au moins cinq personnes dont deux pilotes. D'une capacité de 10 à 15 places, il assurait une liaison entre Tanger vers Ouarzazate lorsqu'il a disparu des radars[18].

- Jeudi 9 décembre 2010 : le juge d'instruction français, qui avait demandé la déclassification d'une partie des 23 dossiers d'archives du SDECE (Service de documentation extérieure et de contre espionnage) sur l'affaire Ben Barka, a été « surpris par la vacuité des documents reçus » et demande « une nouvelle déclassification ». Ces archives avaient été saisies cet été lors de perquisitions au siège de la DGSE à Paris. Le juge n'a reçu que « des documents mineurs, des coupures de presse mais pas de documents originaux » et d'autres documents ont été en partie rendus illisibles par des ratures. Le juge a donc de nouveau saisi le ministre français de la Défense, le 24 novembre, pour que l'ensemble des documents saisis soient déclassifiés. Mehdi Ben Barka, opposant au roi Hassan II, a disparu le 29 octobre 1965 à Paris, lors d'une opération menée par les services marocains avec la complicité de policiers et de truands français mais l'affaire n'a jamais été pleinement élucidée[19].

- Jeudi 9 décembre 2010 : selon des notes diplomatiques américaines divulguées par WikiLeaks, les Marocains se sont estimés trahis en 2007 lorsque le président français Nicolas Sarkozy tout juste élu a réservé son premier déplacement au Maghreb à l'Algérie avant le Maroc, de ce fait ils avaient annulé la visite à Rabat du président français en avançant des « considérations d'agenda, un prétexte vide à la mesure de l'affront subi »[20].

- Vendredi 10 décembre 2010 :
  - selon des notes diplomatiques américaines divulguées par WikiLeaks, les pratiques de corruption existaient durant le règne de Hassan II et se sont institutionnalisées avec le roi Mohammed VI. La corruption est une pratique répandue dans le royaume, qui concerne les civils comme les militaires, ignore les classes sociales et touche jusqu'au palais royal[21];
  - selon des notes diplomatiques américaines divulguées par WikiLeaks, Rabat annonçait la rupture de ses relations diplomatiques avec l'Iran le 6 mars 2009 « à l'instigation de l'Arabie saoudite » et par solidarité avec l’État de Bahreïn après qu'un haut responsable iranien a qualifié le petit royaume du Golfe persique de « quatorzième province iranienne » et « en contrepartie de son soutien actif », l'Arabie saoudite devait « assurer au Maroc un flux continu de pétrole à un prix d'ami ». L'opération n'était pas très coûteuse pour le Maroc, pays sunnite, qui a peu de relations économiques avec l'Iran, alors qu'elle peut se révéler très rentable pour lui[22].

- Samedi 11 décembre 2010 : 
  - le 10e Festival international du film de Marrakech (FIFM) attribue le Grand prix de l’Étoile d'or au film The journals of Musan, du réalisateur sud-coréen Park Jungbun. Le prix du jury a été décerné ex æquo aux films mexicain Becloued d'Alejandro Gerber Bicecci et belge Beyond thesteppes de Vanja d'Alcantara. Un hommage spécial a été rendu cette année au cinéma français. Le prix de la meilleure interprétation a été décerné ex æquo aux films australien Animal kingdom et allemand When we leave. En 2010, le Maroc a produit près de 18 films et une centaine de courts métrages. Le pays compte 72 salles de projection et 15 % des films présentés au Maroc sont marocains;
  - les travaux du 10e Congrès national de l'Union marocaine du travail (UMT) se tiennent à Casablanca. Les dirigeants de la première centrale syndicale marocaine misent beaucoup sur ces conclaves pour re-dynamiser le champ syndical, instaurer la démocratie interne et pour plus de transparence au sein de l'UMT[23].

- Dimanche 12 décembre 2010 : Depuis début décembre, le Maroc a bloqué la distribution de journaux occidentaux diffusant des télégrammes diplomatiques américains provenant du site WikiLeaks et jugés « diffamatoires ». Les documents de WikiLeaks reproduits par ces journaux faisaient état d'un télégramme du consulat américain de Casablanca émis en décembre 2009 dénonçant les « pressions » exercées par l'entourage du roi du Maroc Mohammed VI pour solliciter des « pots-de-vin » dans le domaine de l'immobilier[24].

- Lundi 27 décembre 2010 : Ouverture du procès d'un ressortissant français de 34 ans, employé au Centre national de la recherche scientifique (CNRS) à Paris, et de son épouse marocaine, accusés de « terrorisme » en relation avec l'Irak. Son épouse, médecin, est accusée d'être liée à une présumée « cellule chargée de collecter des fonds pour aider les combattants au voyage pour l'Irak ». Ils font partie d'un groupe de 40 personnes qui ont comparu en septembre devant le tribunal antiterroriste de la Cour d'appel de Salé[25].